# Ladislav Heka
Ladislav Heka (mađ. Heka László) (Mikleuš, Hrvatska, 22. rujna 1959.) je sveučilišni docent i spisatelj iz Segedina. Pisac je romana. Aktivan je član tamošnje hrvatske zajednice. Ladislav Heka je pra-nećak Etelke Kenéza Heke.

## Životopis
U Belom Manastiru je išao u osnovnu školu i gimnaziju. Na studij odlazi u Osijek, gdje diplomira na Pravnom fakultetu.
1991. godine je otišao živjeti u mađarski grad Segedin. Dvije godine poslije je studentom poslijediplomskog studija na Pravnom fakultetu Sveučilišta József Attila.
Od 1996. godine pozvanim je predavačem na Katedri za pravnu povijest. Doktorirao je 2004. godine na istom fakultetu na temu Hrvatsko-ugarski javnopravni odnosi s posebnim osvrtom na hrvatski Zak. članak 1868:I. i ugarski Zak. članak 1868:XXX. (A horvát-magyar közjogi viszony, különös tekintettel a horvátországi 1868:I. törvénycikkre és a magyarországi 1868:XXX. törvénycikkre). Od 2008. godine radi na Institutu za komparativno pravo segedinskoga sveučilišta kao docent. 
Bavi se temama iz pravne povijesti i poredbenim pravom. Proučava povijest Hrvata u Mađarskoj, a posebice onih koji su od srednjeg vijeka živjeli u Segedinu, a izvori ih bilježe kao Dalmate.
Istražuje južnoslavenske pravne sustave, pravne tradicije koje se temelje na vjeri, običajno pravo južnoslavenskih i balkanskih naroda.
Suradnik je Hrvatskog kalendara, tradicionalnog godišnjaka Hrvatske državne samouprave iz Budimpešte.

## Djela
- Osam stoljeća hrvatsko-ugarske državne zajednice, s posebnim osvrtom na Hrvatsko-ugarsku nagodbu, Segedin, 2011.

- Trebao sam, ali nisam, roman[2]